# チャバラオオルリ
チャバラオオルリ（茶腹大瑠璃、学名：Niltava vivida）は、スズメ目ヒタキ科に分類される鳥類の一種である。

## 形態
全長は18~19cm。
オスは、胸から腹は橙色である。

## 分布
生息地は台湾、中国の中南部からインドシナ半島の北部にかけての地域である。
日本では2例の記録がある。1989年に沖縄県糸満市の西崎中学校でオス1羽が保護され、1998年には沖縄県与那国島でオス1羽が観察された。

## 亜種
- Niltava vivida vivida（Swinhoe, 1864）基亜種。主に台湾に分布している。日本で確認された個体は、この亜種と考えられている[3]。
- Niltava vivida oatesi（Salvadori, 1887）主に中国、インドシナ半島北部に分布している[3]。Niltava vividaとは別種して分類される場合もある[5]。

## 生態
陸生で、山地の森に生息している。
世代の長さは、3.2年である。